# FIFA 18
FIFA 18 – komputerowa gra sportowa podejmująca tematykę piłki nożnej, stworzona przez studio EA Sports. Jest to dwudziesta piąta część piłkarskiej serii FIFA. Gra została wydana 29 września 2017. 21 lipca 2017 ogłoszono, że na okładce gry znajdzie się Cristiano Ronaldo. 17 września 2017 podano, że polskim ambasadorem gry FIFA 18 został Kamil Glik.

## Rozgrywka

### Mechanika
FIFA 18 jest komputerową grą sportową o tematyce piłki nożnej. Po raz drugi w serii FIFA zastosowano silnik gry Frostbite. Podobnie jak w poprzedniej odsłonie dokonano zmian w sposobie myślenia i poruszania się zawodników, fizycznych starciach z rywalami i zachowania w ataku piłkarzy. FIFA 18 zawiera też stałe fragmenty gry.
Gra w polskiej wersji językowej otrzymała po raz trzeci komentarz z udziałem Dariusza Szpakowskiego oraz Jacka Laskowskiego.

### Tryb „droga do sławy”
FIFA 18 udostępnia nowy tryb „droga do sławy” dostępny na konsole Xbox One, PlayStation 4 i komputery PC. Gracz po raz drugi wciela się w postać Alexa Huntera, młodego piłkarza, próbującego zostawić swój ślad na boiskach Premier League, La Ligi Santander.
Jeśli ktoś ukończył oryginalną historię, to gracze rozpoczną FIFA 18 w tym samym klubie – z zawodnikami i wyróżnieniami. Dane na temat wygranej klubu w Premier League czy zwycięstwo w Pucharze Anglii również są przenoszone. Jeśli zaś rozpoczynają grę od nowa, zobaczą montaż najważniejszych punktów fabularnych, a następnie będą mogli wybrać dowolną z obecnych angielskich drużyn Premier League.
Podczas gdy FIFA 17 zablokowała Huntera w angielskiej Premier League i Championship, gracze FIFA 18 mogą teraz uczestniczyć w nowych lokalizacjach, takich jak Brazylia i Stany Zjednoczone.